# Kazimierz Gluziński
Kazimierz Gluziński ps. „Franciszek Górnicki” (ur. 23 czerwca 1900 we Lwowie, zm. 23 listopada 1969 we Francji) – pracownik przemysłu II Rzeczypospolitej, działacz narodowy.

## Życiorys
Urodził się 23 czerwca 1900 we Lwowie. Był synem prof. Antoniego Gluzińskiego, bratem Tadeusza Gluzińskiego (1888-1940). Podczas nauki gimnazjalnej był sportowcem Pogoni Lwów. W 1918 zdał egzamin dojrzałości w C. K. Gimnazjum im. Franciszka Józefa we Lwowie (w jego klasie był m.in. Ludwik Dworzak).
U kresu I wojny światowej w listopadzie 1918 uczestniczył w obronie Lwowa w 1918 w trakcie wojny polsko-ukraińskiej i został wówczas ranny. W późniejszych latach podczas studiów związał się z ruchem narodowym. W 1923 ukończył studia na Wyższej Szkole Handlowej w Warszawie otrzymując tytuł magistra, a w 1927 uzyskał stopień doktora praw na Wydziale Prawa Uniwersytetu Jana Kazimierza we Lwowie. Następnie przez 12 lat do 1939 był zatrudniony we Wspólnocie Interesów Górniczo-Hutniczych na Śląsku, na koniec na stanowisku szefa administracji. Był członkiem Polskiego Stowarzyszenia Inżynierów i Techników Województwa Śląskiego. W latach międzywojennych był także wyróżniającym się szachistą, członkiem Lwowskiego Klubu Szachistów.
W 1934 należał do założycieli Obozu Narodowo-Radykalnego i tajnej Organizacji Polskiej, następnie jednym z przywódców OP (na tzw. poziomie „A”).
Po wybuchu II wojny światowej przeniósł się do Warszawy. Wszedł w skład Komitetu Wykonawczego Organizacji Polskiej (OP, stanowiącej tajne struktury konspiracyjne Obozu Narodowo-Radykalnego). Od grudnia 1941 kierował Komisariatem Cywilnym Związku Jaszczurczego, po przekształceniu od września 1942 do 1944 stał na czele Służby Cywilnej Narodu, funkcjonując pod pseudonimem „Franciszek Górnicki” (jego zastępcą był Stanisław Froelich). Był działaczem Grupy „Szańca” (analogicznie jego brat Tadeusz), w drugiej połowie 1944 zasiadł w Radzie Politycznej Narodowych Sił Zbrojnych. Po wkroczeniu Armii Czerwonej na ziemie polskie w sierpniu 1944 został przewodniczącym Rady Politycznej NSZ-Zachód, stanowiącej zwierzchnictwo nad strukturami NSZ na zachód od frontu wschodniego. Wszedł także w skład Dyrektoriatu Organizacji Polskiej. Od 19 sierpnia 1944 był przewodniczącym Komisji Weryfikacyjnej przy dowódcy Brygady Świętokrzyskiej. W październiku 1944 został przewodniczącym wojskowego sądu specjalnego NSZ, który skazał na śmierć Stanisława Nakoniecznikoff-Klukowskiego.
Najprawdopodobniej od października 1945 ukrywał się przed władzami komunistycznym na terenie województwa zielonogórskiego. W 1946 przedostał się na Zachód, początkowo przebywał w Niemczech, gdzie uczestniczył w próbach odtworzenia struktur Organizacji Polskiej, w 1948 wszedł w skład Komitetu Wykonawczego OP. Również w 1948 został członkiem władz jawnej organizacji kombatanckiej o nazwie Samopomoc Żołnierzy Brygady Świętokrzyskiej. W 1949 osiadł we Francji. Mieszkał w miejscowości Auch, a od ok. 1952 w Paryżu. Był członkiem Zarządu Głównego działającego do połowy lat 50. Stowarzyszenia „Ogniwo” (kontrolowanego przez OP), nieformalnym kierownikiem duchowym zrzeszonych w stowarzyszeniu żołnierzy BŚ, a w latach 1949–1956 także redaktorem naczelnym pisma Ogniwo. od 1953 redagował również pismo Ojczyzna. Pracował w Polskim Seminarium Duchownym w Paryżu. Zmarł 23 listopada 1969 we Francji.

## Ordery i odznaczenia
- Krzyż Walecznych[1][2]
- Krzyż Obrony Lwowa[2]